# Erzbistum Kirkuk-Sulaimaniya
Das Erzbistum Kirkuk (lateinisch Archidioecesis Cherchensis - Beth-Seleucensis o Beth-Garmaiensis) ist ein mit der römisch-katholischen Kirche uniertes chaldäisch-katholisches Erzbistum mit Sitz in Kirkuk, Irak. Die Diözese wurde 1789 gegründet. 2013 wurde es mit dem aufgelösten Bistum Sulaimaniya zum Erzbistum Kirkuk-Sulaimaniya vereinigt.

## Ordinarien
- Laurent Choa (1826–1853)
- Jean Tamres (1854–1881)
- Joseph-Gabriel Adamo (1883–1899)
- Elie-Joseph Khayatt (1900–1903)
- Theodore Messaieh (1904–1917)
- Hormisdas Etienne Djibri (1917–1953)
- Ephrem Gogué (1954–1956)
- Raphael Rabban (1957–1967)
- Gabriel Koda (1968–1977)
- André Sana (1977–2003)
- Louis Sako (2003–2013)
- Yousif Thomas Mirkis OP (seit 2014)